# 社会権
社会権（しゃかいけん）とは、基本的人権の分類の一つで、社会を生きていく上で人間が人間らしく生きるための権利。

## 概説
19世紀中頃までの時期はいわば個人権規定の生育期とされ、自由権の増加は1850年のプロイセン憲法に至って飽和状態となり、以後の諸憲法はこれを踏襲するようになった。個人権の考え方を支配していたのは、国家の主たる任務は国民の自由の確保にあり、国家はなるべく社会へ干渉すべきでないとする自由国家思想である。ところが、19世紀末から20世紀にかけての困難な社会経済状況を通して、やがて具体的な人間に即して権利を考えようとする傾向が生まれた。自由競争はたしかに社会の進歩をもたらすが、単なる自由放任主義では結局のところ財産や経済力による人の支配となると考えられるようになり、国家による経済生活への関与や利害調整がむしろ望まれるようになった。また、老齢・幼年・病気等により自活能力のない者に対する国家の積極的施策も期待されるようになった。
こうして、いわゆる社会国家思想・福祉国家思想が成立し、第一次世界大戦後に成立した憲法では、旧来の個人権とともに、このような思想に基づく規定が設けられる例が出現するようになった。経済的自由権の制限を前提に、福祉国家ないし社会国家の理念のもと、現代的人権としての生存権が初めて登場したのが1919年のワイマール憲法である。ワイマール憲法第151条第1項は「経済生活の秩序は、すべての者に人間たるに値する生活を保障する目的をもつ正義の原則に適合しなければならない」と規定した。1946年のフランス憲法（第四共和国憲法）や1947年のイタリア共和国憲法など、第二次世界大戦後の西欧諸国の憲法も、生存権をはじめとする各種の社会権を憲法に規定するようになった。
一般には、生存権、十分な生活水準を保持する権利、教育を受ける権利、労働基本権、社会保障の権利など、基本的人権で保障されるこれらの権利を社会権と呼ぶ。

## 分類
自由権ないし消極的権利と社会権ないし積極的権利との比を行う場合、国家による介入を拒否することを本質とする権利は自由権ないし消極的権利、国家に依拠してその実現が図られる権利は社会権ないし積極的権利と区別される。
日本国憲法については、学説は一般に日本国憲法第25条（生存権）、日本国憲法第26条（教育権）、日本国憲法第27条（労働権）、日本国憲法第28条（労働基本権）に定められる権利を社会権として一括して分類している。ただし、生存権などについては社会国家的国務請求権として分類されることもある。
日本では我妻栄が『新憲法と基本的人権』（1948年）などで、基本的人権を「自由権的基本権」と「生存権的基本権」に大別し、人権の内容について、前者は「自由」という色調を持つのに対して後者は「生存」という色調をもつものであること、また保障の方法も、前者は「国家権力の消極的な規整・制限」であるのに対して後者は「国家権力の積極的な関与・配慮」にあるとして特徴づけ、通説的見解の基礎となった。
しかし、社会権と自由権は截然と二分される異質な権利なのかといった問題や、社会権において国家の積極的な関与が当然の前提となるのかといった問題も指摘されている。教育を受ける権利と教育の自由や労働基本権と団結の自由など、自由権的側面の問題が認識されるようになり、時代の要請から強く主張される新しい人権（学習権、環境権など）も自由権と社会権の双方にまたがった特色を持っていることが背景にある。そこで、社会権と自由権の区別そのものを放棄する学説もあるが、社会権と自由権の区別の有用性を認めた上で両者の区別は相対的であり相互関連性を有するとする学説が一般的となっている。
なお、1993年にウィーンで開催された世界人権会議では、「市民的、政治的権利」（自由権ないし消極的自由）と「経済的、社会的、文化的権利」（社会権ないし積極的自由）の伝統的な区分を批判し、「人権の普遍性、不可分性、相互依存性、相互関連性」を主張するウィーン宣言及び行動計画を採択した。